# ویاریکا
ویاریکا (به اسپانیایی: Villarrica, Paraguay) شهری در کشور پاراگوئه، ناحیه گوایرا است که جمعیت آن در سرشماری سال ۲۰۰۲ میلادی ۳۸٫۹۶۱ نفر بوده‌است.